# Olevano Romano
Olevano Romano est une commune de la ville métropolitaine de Rome Capitale, dans le Latium, en Italie. 

## Géographie
Les communes limitrophes d'Olevano Romano sont Bellegra, Genazzano, Paliano, Roiate, San Vito Romano et Serrone.
- Serpentara, une forêt de chênes verts.

## Administration
| Période                                  | Période  | Identité            | Étiquette     | Qualité |
| ---------------------------------------- | -------- | ------------------- | ------------- | ------- |
| 30 mai 2006                              | En cours | Guglielmina Ranaldi |               |         |
| 5 juin 2016                              | En cours | Umberto Quaresima   | Liste civique |         |
| Les données manquantes sont à compléter. |          |                     |               |         |

### Jumelage
- Volgograd (Russie), depuis 2011.

## Culture

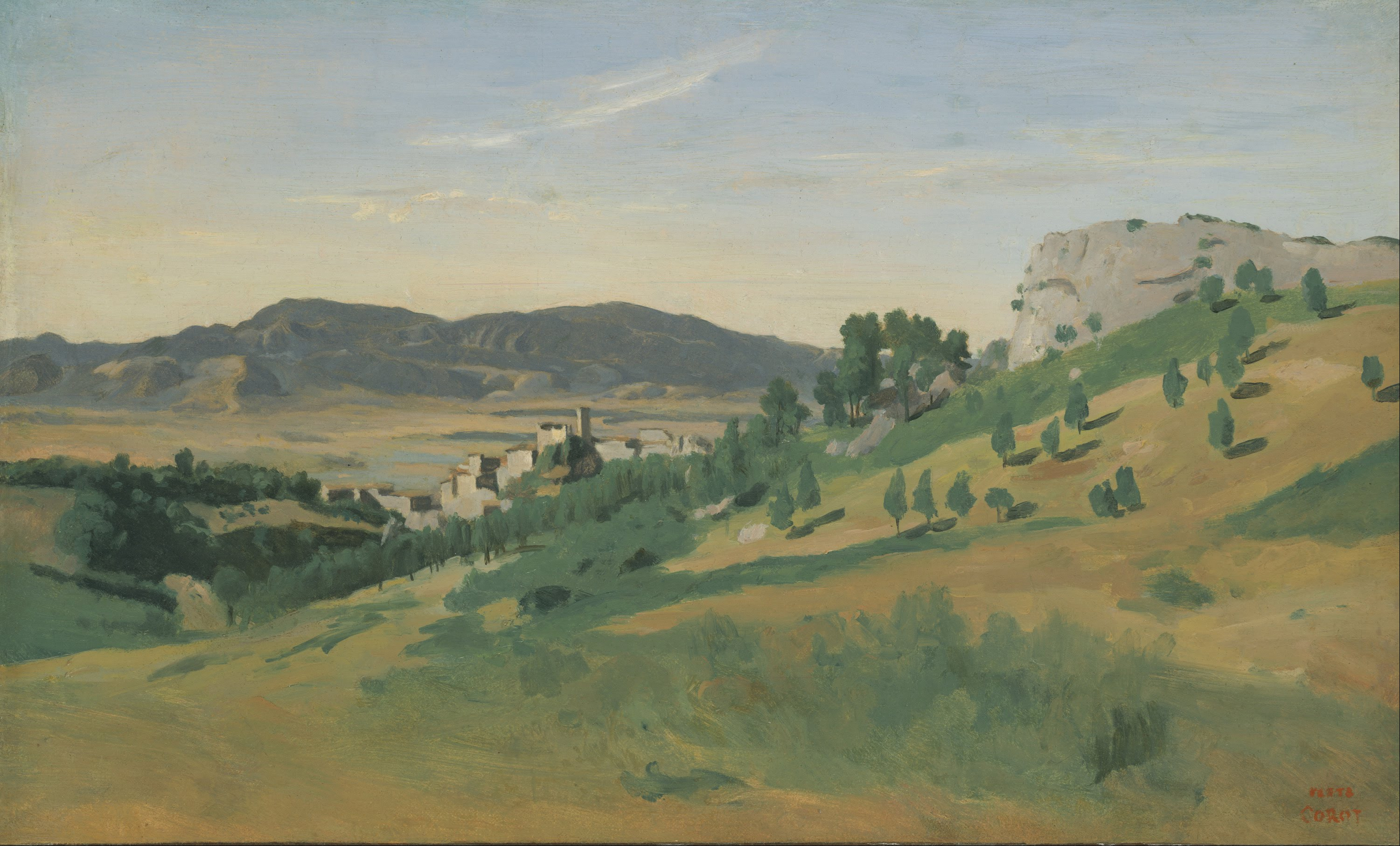
Vue d'Olevano
Camille Corot, 1827
Kimbell Art Museum, Fort Worth.

- Michael Lentz en évoque la cuisine dans Mourir de mère.